# Friona lineatipes
Friona lineatipes är en stekelart som beskrevs av Cameron 1907. Friona lineatipes ingår i släktet Friona och familjen brokparasitsteklar. Inga underarter finns listade i Catalogue of Life.